# Victoria Crivelli
Victoria Crivelli (nascida em 30 de setembro de 1990) é uma handebolista argentina. Integrou a seleção argentina feminina que terminou na décima segunda posição nos Jogos Olímpicos de Verão de 2016 no Rio de Janeiro. Atua como zagueira e joga pelo clube Ferro Carril Oeste. Competiu pela Argentina no Campeonato Mundial de Handebol Feminino de 2011, no Brasil. Foi medalha de prata nos Jogos Pan-Americanos de 2015 em Toronto, além de bronze no Campeonato Pan-Americano de Handebol Feminino do mesmo ano.

## Títulos
- Campeonato Nacional de Clubes de 2015[3]

## Conquistas e prêmios individuais

### Melhor meia armadora
- Campeonato Pan-Americano Feminino de Clubes de Handebol de 2016